# Eric Chavez
Eric César Chavez (7 de diciembre de 1977) es un exbeisbolista profesional mexicano-americano, que destacó en la tercera base, jugó en las Grandes ligas de béisbol (MLB) para Los Atléticos de Oakland (1998-2010), los Yankees de Nueva York (2011-2012), y para los Diamondbacks de Arizona (2013-2014).  Chávez es un asistente especial en Los Angelinos de Anaheim.
En su carrera, Chavez ganó el Premio Guante de Oro en seis ocasiones (desde el 2001 hasta el 2006) y un Silver Slugger Award en el 2002.

## Carrera profesional

### Ligas Menores
El éxito de Chávez en la secundaria fue tal que en el draft de béisbol de las Ligas Mayores de 1996, fue seleccionado por los atléticos de Oakland en la primera ronda como la décima selección. Chávez finalmente eligió la carrera de béisbol profesional sobre una beca en la Universidad del Sur de California (USC), firmando para los atléticos, el 27 de agosto de 1996. Su tiempo en las ligas menores fue relativamente corto, duró casi dos temporadas. Pasó la temporada de 1997 jugando para los Robles de Visalia, el equipo de la solo-A en sistema de formación de los Atléticos. Jugó 134 partidos, todos en tercera base y conectó 18 jonrones y 100 RBI, con .271 de average. Antes de comenzar la temporada de 1998, Chávez fue ascendido a las Estrellas de Huntsville, el equipo doble-A de los Atléticos. Después de 88 juegos, tuvo un promedio de bateo de.328, con 28 jonrones, 86 carreras impulsadas, 12 bases robadas y un triple.  Sus esfuerzos le llevó a ser ascendido a los Trapper’s de Edmonton, donde en 47 juegos, bateó 11 jonrones y mantuvo un promedio de bateo de .325. Cuando acabó la temporada con los Trappers de Edmonton el 8 de septiembre de 1998, él fue llamado a las grandes ligas. Él acabó su carrera de liga menor al ser nombrado jugador del año de liga menor de Baseball Americano, además de ganar el Premio J.G. Taylor Spink como el jugador de liga menor de Topps/NAPBL del año.

### Atléticos de Oakland
Hizo su debut de Ligas Mayores el 8 de septiembre de 1998, en un juego contra los Orioles de Baltimore, donde entró como pinch hitter por Mike Blowers y le propinaron un strikeout en su único turno al bate. Acabó la temporada de 1998, jugando en 16 juegos, y acabando con un average de bateo de .311, con un triple.
Chavez ganó seis Premios de Guante del Oro de Rawlings consecutivo desde 2001 hasta 2006. En 2004, los Atléticos le ofrecen una extensión del contrato de seis años por $66 millones.
En los 27 juegos de septiembre y octubre en 2001, Chavez pegó diez home runs con 31 RBIs, un promedio de bateo de .379 y un slugging de .738, con este porcentaje resulta nombrado el Jugador del Mes de la Liga americano, única vez en su carrera.

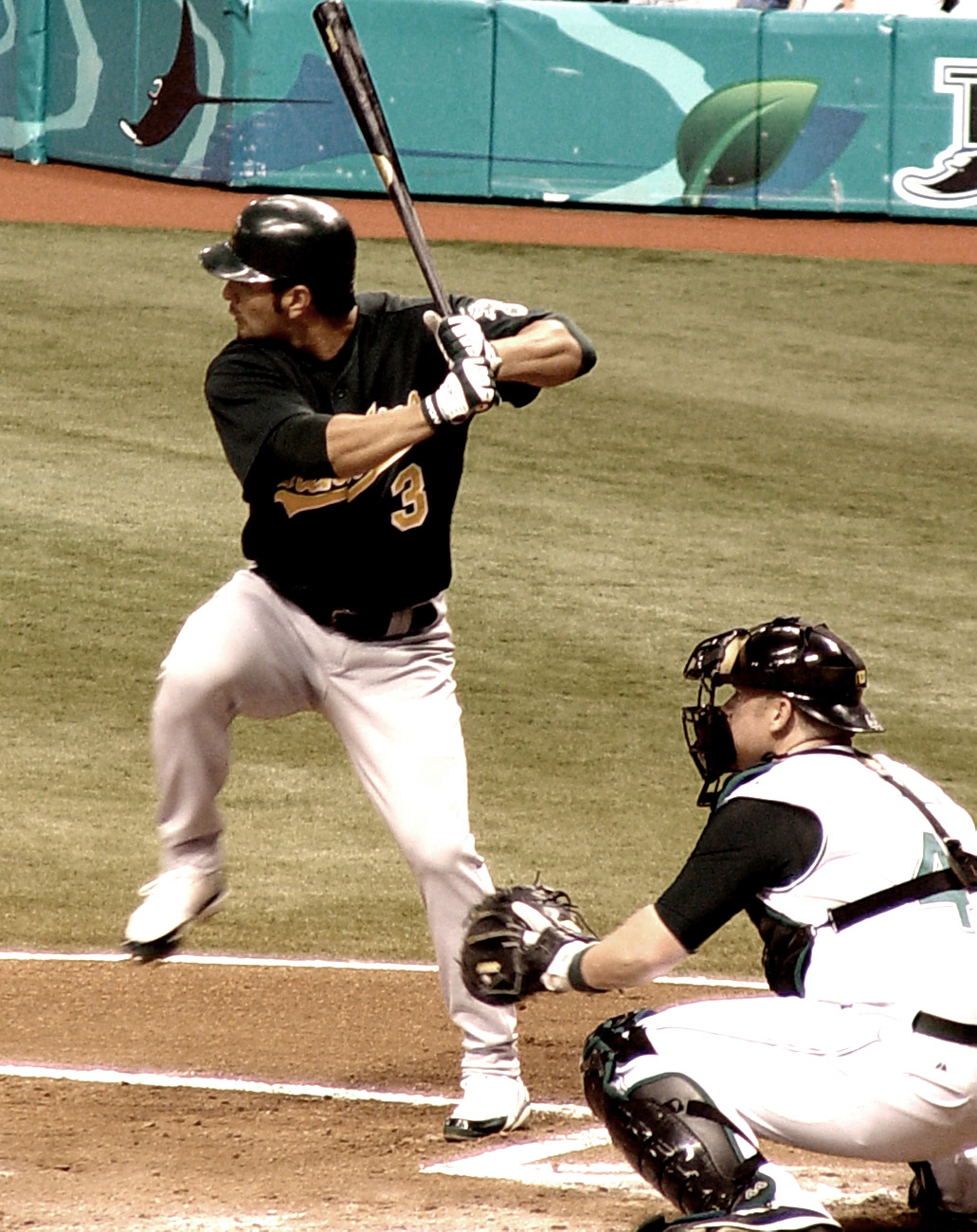
Chavez bateando para los Atléticos contra los Devil Ray´s.

Entre los años de 2002 a 2005, su media de bateo fue consistente, teniendo en él un rango de .270 a .280. Sus homeruns se mantuvieron firmes, pegando 29 entre el 2003 y el 2004, y 27 en 2005. Sin embargo, su producción ofensiva cayó en 2006, con su average en la media .241, cayendo a pesar de pegar 22 homeruns. El slump se siguió continuando en 2007, teniendo .240 de average y 15 homeruns.
A través de sus primeros diez años con los A´s, Chavez acumuló un total de 1256 juegos y bateo para un average de .269. Teniendo 227 homeruns y un total de 762 RBIs. Chavez bateo .250 y con un slugg de .445 en abril y en mayo combinados, pero bateo .294 y slugg de .544 en junio, julio y agosto, continuando constante en los s de Oakland.
Empiezo la temporada de 2008 en la lista de lesionados, debido a dolor en la espalda. Este fue activado de la lista de lesionados el 29 de mayo. El 2 julio, esté colocado en la lista de lesionados de 15 días, otra vez por una inflamación de hombro derecho. El 14 de junio de 2009, Chavez fue colocado en la lista de lesionados una vez más debido a un dolor en la espalda, este tiempo lo saco de la temporada.
Chavez se convirtió en agente libre en la conclusión de la temporada de 2010 cuándo los A´s de Oakland declinaron como opción mantenerle en el roster del club para la temporada de 2011. Teniendo el récord de estadía más larga continua en los Atléticos, de 13 años, y segundo de total de años acumulados, solo por detrás de Rickey Henderson, con 14 años.

### New York Yankees
El 4 de febrero de 2011, Chávez acordó a un contrato de liga menor con el Yankees de Nueva York con una invitación a entrenamiento para la temporada 2011. El equipo de grandes ligas pago su contrato el 28 de marzo de 2011.
En mayo de 2011, Chavez se rompió un hueso de su pie izquierdo mientras cubría la segunda base en un juego contra los Tigres de Detroit.
El 26 de julio de 2011, Chavez regresó de la lista de discapacitados y bateo de 8º en la formación de los Yankees contra los Marineros de Seattle.
El 3 de agosto de 2011, Chavez dio su primer homerun con los Yankees, una línea de dos carreras, disparada al campo derecho contra el Chicago White Sox.
El 27 de febrero de 2012, Chavez re-firma con los yanquis para otro temporada. Chavez recibiría un total de 900,000 dólares, y con un posible adicional de 3.05 millones de dólares por cada uno de los incentivos logrados por aparición al batear.
Chavez padeció una conmoción cerebral menor cuándo se lanzó para atrapar una pelota rastrera durante un juego el 2 de mayo de 2012. Dejó el juego y lo colocaron en la lista de discapacitados por 7 días por conmociones. Regresó a la acción el 11 de mayo.

### Diamondbacks de Arizona
Chavez acordó un contrato de un año por un valor de 3 millones de dólares con los Arizona Diamondbacks para la temporada de 2013. El 1 de junio de 2013, Chavez estuvo en la lista de lesionados por 15 días debido a una lesión menor de músculo oblicuo. El 19 de diciembre de 2013, Chavez re-firma con los Diamondbacks por $3.5 millones. Chavez se retiró el 30 de julio de 2014.

## Carrera después del retiro
El 26 de febrero de 2015, Chavez fue contratado como analista de juego de medio tiempo para el telecast de los Atléticos de Oakland en Comcast SportsNet California. Él sería equipo con el locutor del equipo, Glen Kuiper para el análisis de 20 juegos durante la temporada de 2015, y también servirá como analista en el pre-juego y postjuego en el estudio para el canal.
Chavez sirvió como ayudante especial a los ejecutivos de los yanquis Brian Cashman y Billy Eppler en 2015. Cuando nombraron a Eppler como director general de los Angelinos de Anaheim después de la temporada de 2015, contrató a Chavez como ayudante especial.